# كاسبرسكي موبايل سكيوريتي
كاسبيرسكي موبايل سكيوريتي (بالإنجليزية: Kaspersky Mobile Security)‏ جناح أمن إنترنت وضعتها كاسبرسكي لاب، للهواتف الذكية التي تستخدم أنظمة تشغيل أندرويد، ونظام التشغيل بلاك بيري، سيمبيان، و ويندوز موبايل. وتشمل بعض الميزات:

## وظائف البرنامج
- يحدد موقع الهواتف المفقودة أو المسروقة باستخدام نظام تحديد المواقع العالمي "GPS"
- يؤمن البيانات الشخصية، بما في ذلك جهات الاتصال والصور والملفات
- حظر المكالمات غير المرغوب فيها ورسائل SMS
- يحمي الأطفال مع المراقبة الأبوية، والبحث عن الرسائل القصيرة.[1]
- توقيف الهجمات في الوقت الحقيقي